# Rebdorf
Rebdorf ist ein Kirchdorf und ein Ortsteil der Großen Kreisstadt Eichstätt im oberbayerischen Landkreis Eichstätt.

## Lage

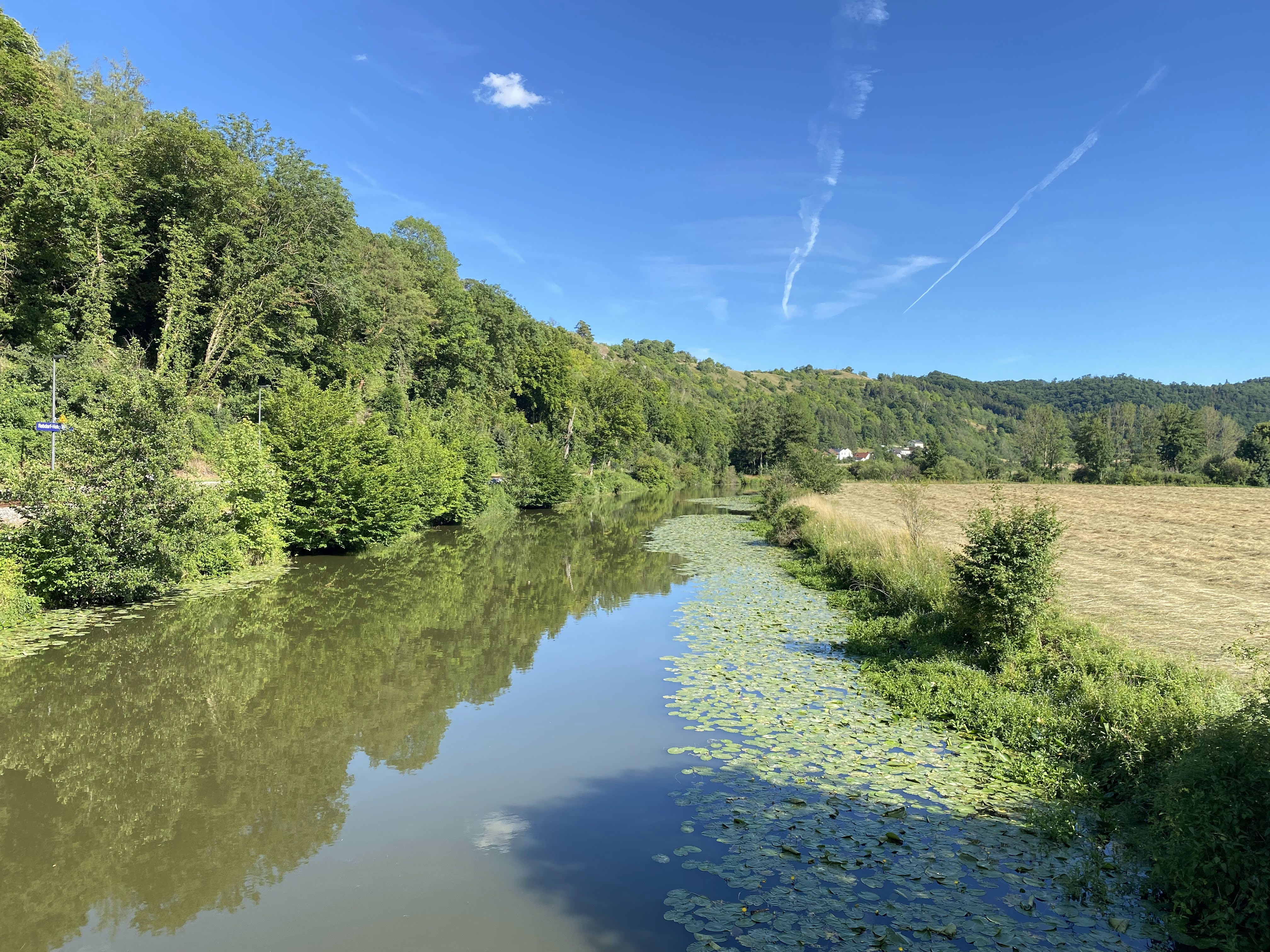
Die Altmühl bei Rebdorf

Rebdorf liegt im Altmühltal zwischen den Eichstätter Ortsteilen Marienstein und Wasserzell. Am Rand des Ortsteils fließt die Altmühl weiter Richtung Hauptort.

## Geschichte
Rebdorf ist erstmals 1055 urkundlich erwähnt, als Kaiser Heinrich III. der Eichstätter Kirche u. a. das Weinbaurecht im Gebiet „a villa Rebdorf usque ad Inchingen“ (= vom Dorf Rebdorf bis nach Inching) schenkte. Zwischen 1057 und 1075 weihte in „Rebedorf“ Bischof Gundekar II. eine Kirche. 1159 bestätigte Kaiser Friedrich I. Barbarossa die Schenkung des Ortes als Reichsgut an den Bischof und nahm das wenige Jahre zuvor (um 1156) von Bischof Konrad I. von Morsbach dort gegründete Augustiner-Chorherrenstift in seinen Schutz. Bischof Konrad wurde auch in der Klosterkirche bestattet, doch hat sich seine Tumba nicht erhalten. Den reichen Besitz des Klosters bestätigte 1186 Bischof Otto von Eichstätt, 1239 Papst Gregor IX. und 1417 König Sigismund. Das im 15. Jahrhundert reformbedürftige Stift wurde unter Bischof Johann III. von Eych 1454 der Windesheimer Kongregation angeschlossen und erlangte im Humanismus eine bedeutende Stellung. Nach schweren Schäden im Dreißigjährigen Krieg erfolgte im 18. Jahrhundert unter Propst Johannes Baptist Mayr ein Wiederaufbau im barocken Stil. Gegen Ende des Alten Reiches, um 1800, bestand Rebdorf aus neun Hintersassenfamilien, die dem Klosterrichteramt unterstanden; so gehörten dem Stift gehörten die Koventbauten, die Prälatur, das Klosterrichterhaus (später Gasthof Geiger), die Stiftskirche (heute Pfarrkirche St. Johannes), die – nach der Säkularisation profanierte – mittelalterliche Pfarrkirche St. Johannes mit Friedhof, zwei Ställe, eine Scheune, zwei Mahlmühlen, eine Sägmühle und ein Ziegelstadel. Das Kloster übte die Vogtei über seine Hintersassen in Rebdorf und in den anderen Orten aus, deren Güter vollständig oder mehrheitlich der klösterlichen Grundherrschaft unterstanden. Auch die Dorf- und Gemeindeherrschaft hatte das Kloster vielerorts inne.
1806 wurde das Stift infolge der Säkularisation aufgehoben. Der Ort in der Größe eines Weilers kam mit dem nunmehrigen ehemaligen Hochstift Eichstätt an das Königreich Bayern. Eine Klosterlokalkommission veräußerte nach und nach den Klosterbesitz, aus den Klosteruntertanen wurden königliche Untertanen. Die Stadt Eichstätt war bestrebt, den Wirkungsbereich des ihr 1806 zugestandenen Stadtgerichtes auf alle Orte des Landgerichts Eichstätt auszudehnen, die zu den Eichstätter Pfarreien gehörten, also auch auf Rebdorf. Dies wurde 1810 staatlicherseits abgelehnt. 1814 wurde Rebdorf mit dem benachbarten Marienstein durch ein Kgl. Organisationsdekret der Eichstätter Stadtpfarrei St. Walburg zugeteilt.
Die infolge des Gemeindeedikts im Jahr 1818 gebildete Gemeinde Marienstein umfasste neben dem Kirchdorf Marienstein selber auch das Dorf Rebdorf, später auch noch Blumenberg. 1824 kam der Herzog von Leuchtenberg in den Besitz des ehemaligen Klosters; mit seinem Plan, in Rebdorf eine Pfarrei zu errichten, hatte er keinen Erfolg. 1833 wurde die heute nicht mehr vorhandene Marienkapelle neben der Klosterkirche instand gesetzt. Als 1855 Bayern den gesamten herzoglich-leuchtenberg’schen Grundbesitz erwarb, war darunter auch das Hofgut Rebdorf, das 1857 in ein Arbeitshaus umgewandelt wurde (seit 1860 mit katholischer Kuratie, der Klosterkirche als Simultankirche, seit 1874 mit eigenem Friedhof), 1951/52 von der Bayerischen Bereitschaftspolizei genutzt und 1958 von den Herz-Jesu-Missionaren aufgekauft und renoviert wurde. 1958 erhielt die zwei Jahre zuvor vom Herz-Jesu-Missionar P. Christian Moser in Freilassing/Oberbayern gegründete Gemeinschaft der Missionarinnen Christi (MC) nordwestlich des Klosters ihr Mutterhaus, das 1974 nach München verlegt wurde.
Rebdorf, das mit der Eingemeindung der Gemeinde Marienstein zum 1. Januar 1974 in die Große Kreisstadt Eichstätt wechselte, wies in den 1980er Jahren bei rund eintausend Einwohnern einen landwirtschaftlichen Betrieb, ein Einzelhandelsgeschäft, einen Handwerksbetrieb, ein Gasthaus mit 14 Betten sowie eine Knabenrealschule der Herz-Jesu-Missionare mit Internatsbetrieb auf. Nach Übernahme der Realschule durch die Diözese Eichstätt wurde der Internatsbetrieb eingestellt und nach Um- und Neubauten die Maria-Ward-Realschule vom Eichstätter Residenzplatz 16 hierher verlegt. Die Entwicklung Rebdorfs zu einer großen Wohngemeinde setzte in den 1970er Jahren ein.

## Baudenkmäler
Außer dem Gebäudekomplex des ehemaligen Klosters mit der heutigen Pfarrkirche St. Johannes (2012 Innenrenovierung mit Altarraum-Umgestaltung) sind als Baudenkmäler ausgewiesen:
- Ehemalige Pfarrkirche St. Johannes am Johann-Herden-Weg 8 (jetzt Wohnhaus)
- Friedhof Weinleite von 1857 an der Weinleite
- Villa der Direktoren des Arbeitshauses, nach 1857 erbaut
- Wegsäule von 1776 am Südende Rebdorfs, mit kubischem Bildtabernakel[16]
- Hochwassersteg, größtenteils aus Juraplatten von vor dem 18. Jahrhundert bestehend; ursprünglich erbaut 1584, in den 1880er-Jahren erneuert[17]
- Zweijochige Steinbrücke bei der Sportgaststätte Schamerau

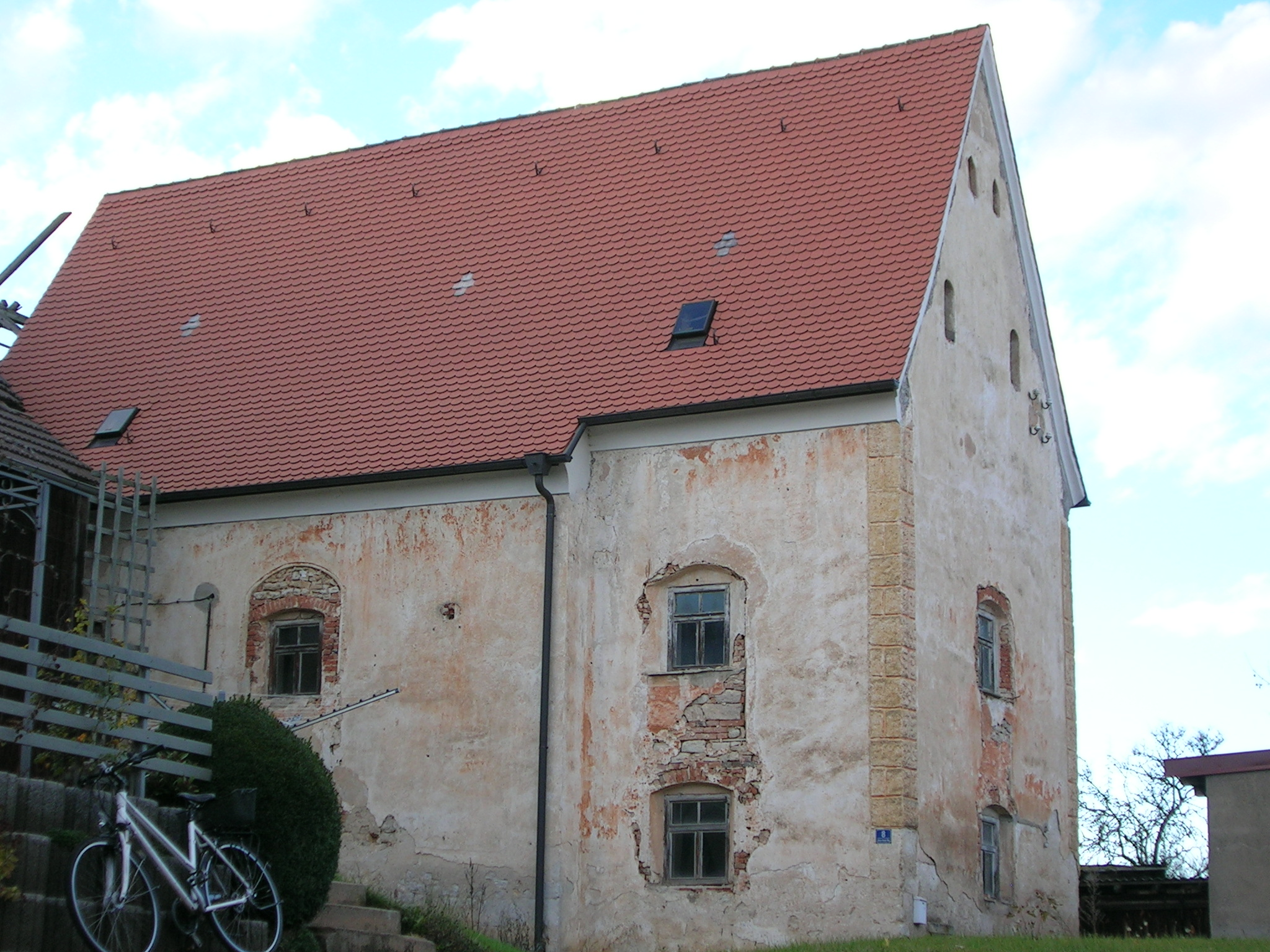
Ehemalige Pfarrkirche St. Johannes
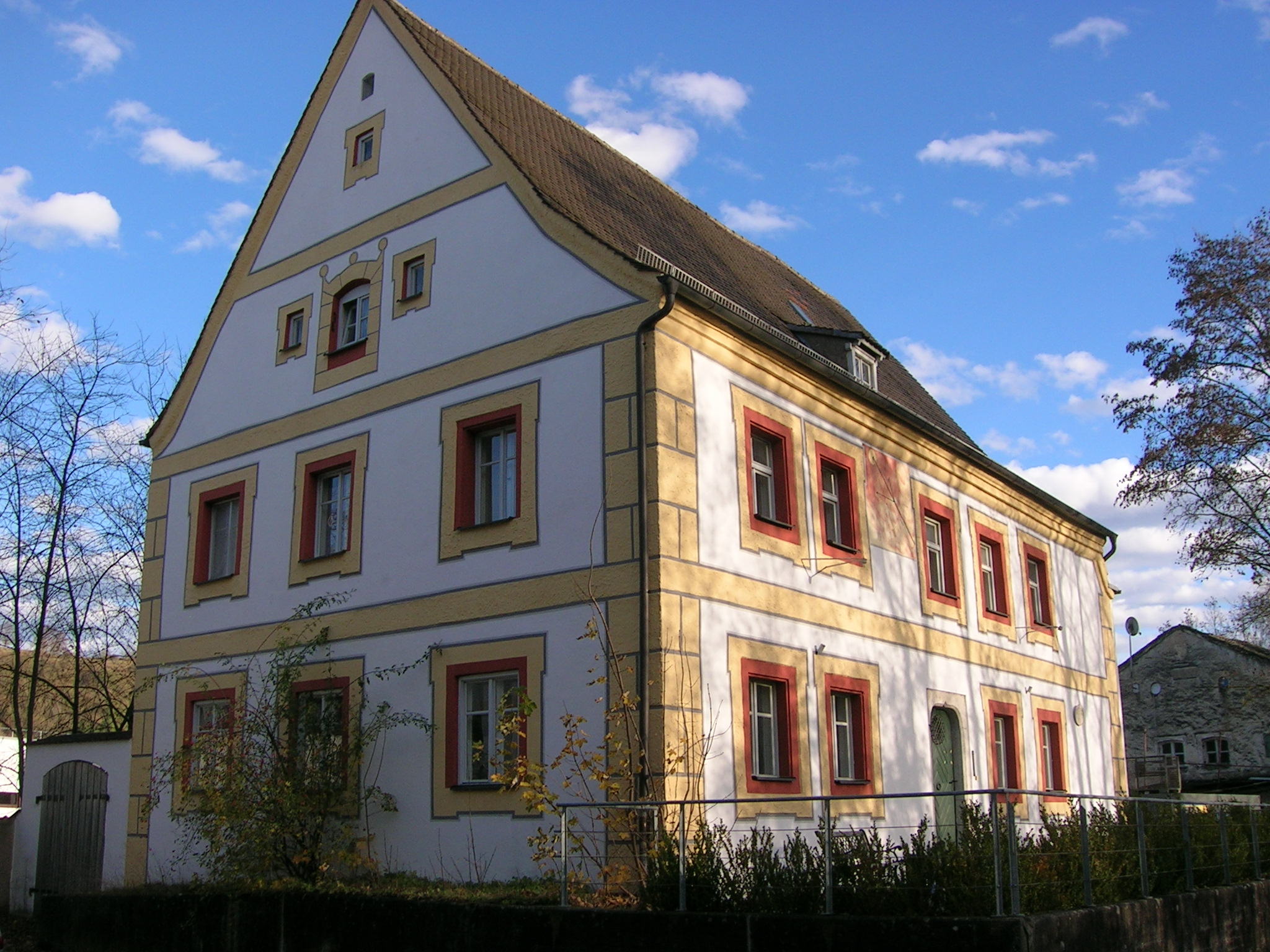
Das ehemalige Klosterrichterhaus
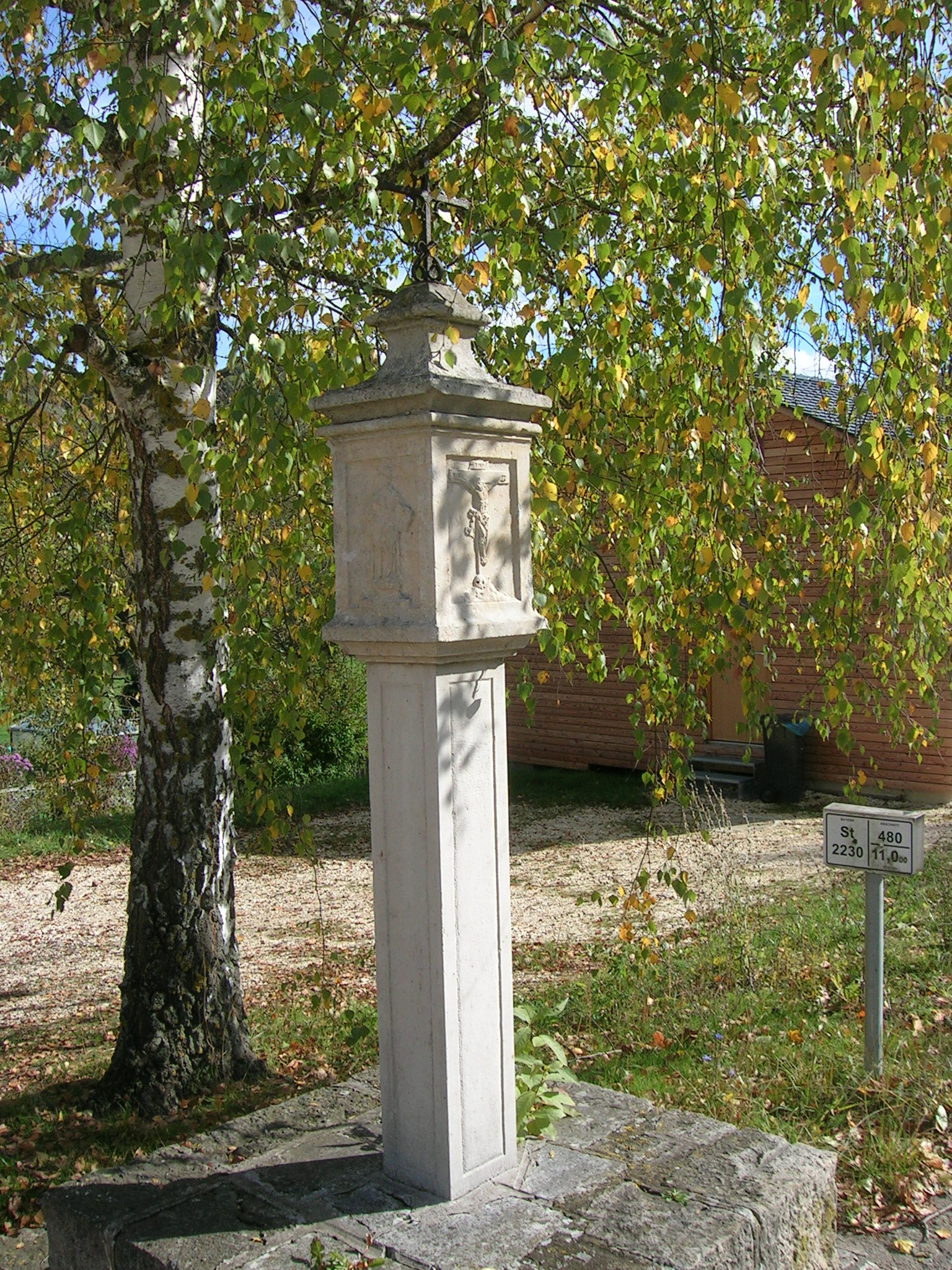
Wegsäule von 1776

## Einwohnerentwicklung
- 1830: 79 (14 Wohngebäude)[9]
- 1900: 719 (20 Wohngebäude)[18]
- 1937: 215[19]
- 1950: 366 (25 Wohngebäude)[9]
- 1961: 424 (26 Wohngebäude)[20]
- 1973: 741[21]
- 1970: 712[22]
- 1987: 944 (188 Wohngebäude mit 315 Wohnungen)[23]

## Verkehrsanbindung

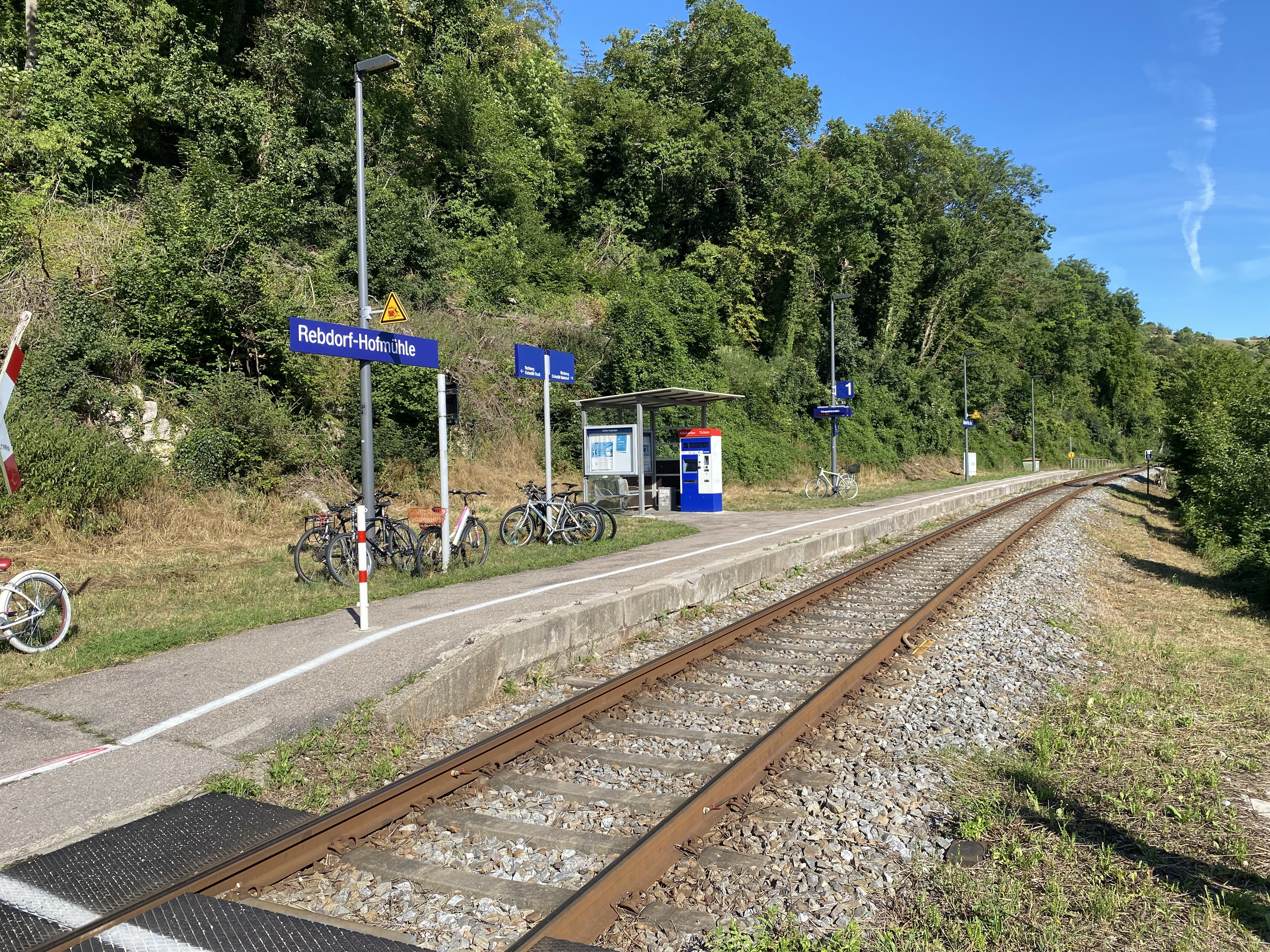
Der Haltepunkt Rebdorf-Hofmühle

Rebdorf liegt an der Staatsstraße 2230. Der Ortsteil verfügt seit 1885 auf der rechten Talseite über einen eigenen Halt der Bahnstrecke Eichstätt-Bahnhof nach Eichstätt-Stadt, der zunächst bei den Steghäusern war und sich seit 1932 mit der Umstellung der Schmalspurbahn auf eine Breitspurbahn bei der Hofmühle befindet.